# Андерсон, Брэд
Брэд Андерсон (англ. Brad Anderson; род. 1964) — американский кинорежиссёр и сценарист, режиссёр триллеров, фильмов ужасов и телевизионных проектов. Известен, прежде всего, благодаря таким работам как «Машинист» 2004 года с Кристианом Бейлом в главной роли, и психологическим фильмам ужасов «Девятая сессия» 2001 года и «Тревожный вызов» 2013 года с Хэлли Берри и Эбигейл Бреслин в главных ролях. Он также продюсировал и снял несколько серий научно-фантастического телесериала «Грань».

## Биография

### Ранние годы
Андерсон родился в Мэдисоне, штат Коннектикут. Его мать Памела Тейлор Андерсон была администратором общественных служб. Он племянник актрисы Холланд Тейлор, обладательницы премии «Эмми». Перед тем, как начать свою карьеру в кино, он учился в Боудин-колледже, где изучал антропологию и русский язык. Затем он отправился в Лондон, чтобы закончить свое кинообразование в Лондонской школе кино (London Film School), а затем вернулся в Бостон.

### Кинокарьера
В 1998 году Андерсон снял романтические комедии «Следующая остановка — Страна чудес», и в 2000 году «Счастливые случаи». Следующим его фильмом стал психологический фильм ужасов 2001 года «Девятая сессия». Несмотря на провал кассовых сборов, фильм стал культовым. В 2002 году Андерсон был членом жюри кинофестиваля «Сандэнс».
Затем последовала его самая известная на сегодняшний день работа «Машинист» (2004) с Кристианом Бейлом в главной роли. Для роли Тревора Резника в этом фильме Бейл сбросил 30 кг (62 фунта). Следующими двумя его фильмами были «Транссибирский экспресс» (2008), триллер с Вуди Харрельсоном, Эмили Мортимер и Беном Кингсли в главных ролях, и фильм ужасов «Исчезновение на 7-й улице» (2010) с Хайден Кристенсен, Джоном Легуизамо и Тэндиве Ньютон.
Был одним из кандидатов на роль режиссера «Паранормальное явление».
В 2013 году Андерсон снял триллер «Тревожный вызов» с Хэлли Берри и Эбигейл Бреслин в главных ролях.
За этим последовал «Обитель проклятых» (он же «Eliza Graves») в 2014 году, с Кейт Бекинсейл, Джимом Стёрджесс, Дэвидом Тьюлис и Беном Кингсли в главных ролях.
В 2018 году Андерсон снял шпионский триллер «Точка невозврата», в котором снимались Джон Хэмм и Розамунд Пайк, а 11 октября 2019 года компанией Netflix был выпущен «Перелом» с Сэмом Уортингтон, Лили Рэйб , Стивеном Тоболовски и Аджоа Андо в главных ролях.

### Телевизионная работа
Андерсон снял множество эпизодов научно-фантастического телесериала «Грань», а также по два эпизода телесериалов «Прослушка», «Убийство» и «Подпольная империя».
Он был одним из авторов сериала ужасов «Мастера ужасов», сняв эпизод второго сезона «Sounds Like».
Он так же снял пилотную серию прайм-тайм-сериала ABC «Вечность».
Андерсон собирается снимать американо-австралийский драматический мини-сериал «Кликбейт», премьера которого состоится 25 августа 2021 года на Netflix.

### Будущие проекты
В мае 2010 года Андерсон сменил Джозефа Рубена на посту режиссера триллера «Джек» кинокомпании Bold Films и пригласил на главную роль Джона Кьюсака.
После совместной работы над фильмом «Машинист» Андерсон и Кристиан Бэйл планировали снова сотрудничать над адаптацией романа британского писателя Джеймса Балларда «Бетонный остров».

## Фильмография
| Год       |   | Русское название                     | Оригинальное название   | Роль                          |
| --------- | - | ------------------------------------ | ----------------------- | ----------------------------- |
| 1998      | ф | Следующая остановка — «Страна чудес» | Next Stop Wonderland    | режиссёр, сценарист, монтажёр |
| 2000      | ф | Счастливые случаи                    | Happy Accidents         | режиссёр, сценарист, монтажёр |
| 2001      | ф | Девятая сессия                       | Session 9               | режиссёр, сценарист, монтажёр |
| 2002—2008 | с | Прослушка                            | The Wire                | режиссёр                      |
| 2004      | ф | Машинист                             | El Maquinista           | режиссёр                      |
| 2005—2007 | с | Мастера ужасов                       | Masters of Horror       | режиссёр, сценарист           |
| 2007      | ф | Транссибирский экспресс              | Transsiberian           | режиссёр, сценарист           |
| 2008—2009 | с | Страх как он есть                    | Fear Itself             | режиссёр                      |
| 2008—2013 | с | Грань                                | Fringe                  | режиссёр, продюсер            |
| 2010—2011 | с | Подпольная империя                   | Boardwalk Empire        | режиссёр                      |
| 2010—2011 | с | Тримей                               | Treme                   | режиссёр                      |
| 2010      | ф | Исчезновение на 7-й улице            | Vanishing on 7th Street | режиссёр                      |
| 2011—2012 | с | Убийство                             | The Killing             | режиссёр                      |
| 2013      | ф | Тревожный вызов                      | The Call                | режиссёр                      |
| 2014      | ф | Обитель проклятых                    | Stonehearst Asylum      | режиссёр                      |
| 2016—2017 | с | Радиоволна                           | Frequency               | режиссёр                      |
| 2018      | ф | Точка невозврата                     | Beirut                  | режиссёр                      |
| 2019      | ф | Перелом                              | Fractured               | режиссёр                      |
| 2022      | ф | Кровь                                | Blood                   | режиссёр                      |
| 2024      | ф | Час тишины                           | The Silent Hour         | режиссёр                      |
| 2025      | ф | Разрушитель миров                    | World Breaker           | режиссёр                      |